# 63305 Bobkepple
63305 Bobkepple è un asteroide della fascia principale. Scoperto nel 2001, presenta un'orbita caratterizzata da un semiasse maggiore pari a 3,1984526 UA e da un'eccentricità di 0,1563464, inclinata di 5,55714° rispetto all'eclittica.
L'asteroide è dedicato allo scrittore americano George Robert Kepple.